# 本町 (志木市)
本町（ほんちょう）は、埼玉県志木市の町名。現行行政地名は本町一丁目から六丁目。郵便番号は353-0004。

## 地理
志木市の南部に位置する。志木駅の北東部に所在し、商業施設や住宅地となっている。北側には新河岸川が流れる。

### 地価
住宅地の地価は2017年（平成29年）1月1日の公示地価によれば本町6-3-15の地点で27万8000円/m2となっている。

## 歴史

### 沿革
- 1972年（昭和47年）1月1日 - 住居表示の実施により[5]、大字志木と大字大原の各一部から本町一丁目から六丁目が成立[4]。

## 世帯数と人口
2017年（平成29年）9月30日現在の世帯数と人口は以下の通りである。
| 丁目       | 世帯数    | 人口     |
| ---------- | --------- | -------- |
| 本町一丁目 | 608世帯   | 1,352人  |
| 本町二丁目 | 986世帯   | 2,210人  |
| 本町三丁目 | 960世帯   | 2,105人  |
| 本町四丁目 | 1,209世帯 | 2,552人  |
| 本町五丁目 | 2,688世帯 | 5,461人  |
| 本町六丁目 | 1,874世帯 | 3,390人  |
| 計         | 8,325世帯 | 17,070人 |

## 小・中学校の学区
市立小・中学校に通う場合、学区は以下の通りとなる。
| 丁目       | 番地 | 小学校             | 中学校             |
| ---------- | ---- | ------------------ | ------------------ |
| 本町一丁目 | 全域 | 志木市立志木小学校 | 志木市立志木中学校 |
| 本町二丁目 | 全域 | 志木市立志木小学校 | 志木市立志木中学校 |
| 本町三丁目 | 全域 | 志木市立志木小学校 | 志木市立志木中学校 |
| 本町四丁目 | 全域 | 志木市立志木小学校 | 志木市立志木中学校 |
| 本町五丁目 | 全域 | 志木市立志木小学校 | 志木市立志木中学校 |
| 本町六丁目 | 全域 | 志木市立志木小学校 | 志木市立志木中学校 |

## 交通
鉄道
町域の南西端を東武鉄道東上本線が通るが、鉄道駅は設置されていない。同線志木駅が至近にある。なお、志木駅は新座市に立地する。
道路
- 東京都道・埼玉県道36号保谷志木線
- 埼玉県道112号和光志木線
- 埼玉県道113号川越新座線
- 埼玉県道244号志木停車場線

## 施設
1丁目
- さいたま地方法務局志木出張所
- 志木消防署
- 志木市立志木小学校
- 志木市立図書館
- 志木市民会館
- 志木市商工会

2丁目
- 朝日屋原薬局（国の登録有形文化財）
- 細田学園高等学校
- 敷島神社
  - 田子山富士塚（国の重要有形民俗文化財）[7]
- いろは親水公園 -「いろは親水公園（こもれびのこみち）」で、平成７年度手づくり郷土賞（自然部門）受賞。
- いろは樋の大桝
- 御嶽神社

3丁目
- 志木上町郵便局

4丁目
- 慶應義塾志木高等学校
- 大原浄水場
- 直路交通公園

5丁目
- 志木郵便局
- 志木市役所 駅前出張所
- フォーシーズンズ志木